# Episodi di Hawaii Five-0 (prima stagione)
La prima stagione della serie televisiva Hawaii Five-0 è stata trasmessa in prima visione negli Stati Uniti d'America da CBS dal 20 settembre 2010 al 16 maggio 2011.
La stagione ha esordito in Italia su Rai 2 il 6 marzo 2011, terminando il 18 dicembre 2011; l'emittente italiana ha trasmesso i primi dieci episodi in prima visione assoluta in lingua italiana. Nella Svizzera italiana la stagione ha invece esordito su RSI LA2 il 10 aprile 2011, terminando il 4 settembre 2011; dal 29 maggio 2011 l'emittente svizzera ha trasmesso la stagione in prima visione assoluta in italiano a partire dall'undicesimo episodio.
| nº | Titolo originale         | Titolo italiano    | Prima TV USA      | Prima TV in italiano |
| -- | ------------------------ | ------------------ | ----------------- | -------------------- |
| 1  | Pilot                    | Ritorno sull'isola | 20 settembre 2010 | 6 marzo 2011         |
| 2  | Ohana                    | Famiglia           | 27 settembre 2010 | 13 marzo 2011        |
| 3  | Malama Ka Aina           | Bande rivali       | 4 ottobre 2010    | 20 marzo 2011        |
| 4  | Lanakila                 | L'evaso            | 11 ottobre 2010   | 27 marzo 2011        |
| 5  | Nalowale                 | Scomparse          | 18 ottobre 2010   | 3 aprile 2011        |
| 6  | Ko'olauloa               | Figlio             | 25 ottobre 2010   | 10 aprile 2011       |
| 7  | Ho'apono                 | Compagni d'armi    | 1º novembre 2010  | 17 aprile 2011       |
| 8  | Mana'o                   | Fede               | 8 novembre 2010   | 1º maggio 2011       |
| 9  | Po'ipu                   | Un amico           | 15 novembre 2010  | 8 maggio 2011        |
| 10 | Heihei                   | Vicini di casa     | 22 novembre 2010  | 15 maggio 2011       |
| 11 | Palekaiko                | Paradiso           | 6 dicembre 2010   | 29 maggio 2011       |
| 12 | Hana 'a'a Makehewa       | Il prestito        | 13 dicembre 2010  | 5 giugno 2011        |
| 13 | Ke Kinohi                | La verità          | 3 gennaio 2011    | 19 giugno 2011       |
| 14 | He Kane Hewa'ole         | Un padre           | 17 gennaio 2011   | 26 giugno 2011       |
| 15 | Kai e'e                  | Tsunami            | 23 gennaio 2011   | 3 luglio 2011        |
| 16 | E Malama                 | Testimone in fuga  | 7 febbraio 2011   | 10 luglio 2011       |
| 17 | Powa Maka Moana          | Pirati             | 14 febbraio 2011  | 17 luglio 2011       |
| 18 | Loa Aloha                | Dirsi addio        | 21 febbraio 2011  | 24 luglio 2011       |
| 19 | Ne Me'e Laua Na Paio     | Buoni e cattivi    | 21 marzo 2011     | 31 luglio 2011       |
| 20 | Ma Ke Kahakai            | Padri e figli      | 11 aprile 2011    | 7 agosto 2011        |
| 21 | Ho'opa'i                 | Conchiglie         | 18 aprile 2011    | 14 agosto 2011       |
| 22 | Ho'ohuli Na'au           | Vendetta           | 2 maggio 2011     | 21 agosto 2011       |
| 23 | Ua Hiki Mai Kapalena Pau | Di nuovo insieme   | 9 maggio 2011     | 28 agosto 2011       |
| 24 | Oia'i'o                  | Lealtà             | 16 maggio 2011    | 4 settembre 2011     |

## Ritorno sull'isola
- Titolo originale: Pilot
- Diretto da: Len Wiseman
- Scritto da: Alex Kurtzman, Roberto Orci e Peter M. Lenkov

### Trama
Il tenente comandante Steve McGarrett, dopo la morte del padre John, torna alle Hawaii per indagare sulla sua morte. Il governatore gli propone un accordo: gli dà piena immunità e mezzi per cercare l'assassino del padre, in cambio lui deve formare una task force con cui poter combattere la criminalità crescente sull'isola.
Steve forma così una squadra, chiamando subito a farne parte Danny Williams (il responsabile dell'indagine sulla morte di John), un detective che si è recentemente trasferito sull'isola per poter stare vicino alla figlia, che vive con l'ex moglie e il patrigno. Entra presto nel gruppo anche Chin Ho Kelly, un ex poliziotto dell'Hawaii Police Department, espulso dal corpo dopo essere stato accusato, ingiustamente, di corruzione. John è stato il suo mentore, e una delle poche persone a credere fermamente nella sua innocenza; proprio per questo Chin aiuta volentieri Steve con le indagini. Infine c'è Kono Kalakaua, la cugina di Chin, un'ex campionessa di surf e neo diplomata all'accademia di polizia.
- Ascolti USA: telespettatori 14 200 000 – share 15%[1]

## Famiglia
- Titolo originale: Ohana
- Diretto da: Brad Turner
- Scritto da: Sarah Goldfinger e Paul Zbyszewski

### Trama
In seguito al rapimento di un ex esperto della sezione cyber-terrorismo della NSA, avvenuto in una cittadina delle Hawaii, la squadra cerca in tutti i modi di rintracciarlo ed evitare così una possibile fuga di informazioni riservate.
- Ascolti USA: telespettatori 12 724 000 – share 13%[2]

## Bande rivali
- Titolo originale: Malama Ka Aina
- Diretto da: Paul Edwards
- Scritto da: Carol Barbee e Kyle Harimoto

### Trama
Una guerra fra bande diventa sempre più pericolosa arrivando anche a mettere in pericolo le vite di alcuni civili durante una partita di football all'interno di una scuola. Le indagini rivelano una curiosa partnership tra alcune bande locali e altre continentali.
- Ascolti USA: telespettatori 12 242 000 – share 13%[3]

## L'evaso
- Titolo originale: Nalowale
- Diretto da: Alex Zakrzewski
- Scritto da: Peter M. Lenkov, Alex Kurtzman e Roberto Orci

### Trama
La Five-0 indaga sull'evasione di un pericoloso detenuto che sembra essere interessato a due giovani innamorati vincitori di una enorme somma in TV. Si scopre che l'uomo della coppia era un compagno dell'evaso e che prima di scomparire aveva nascosto i loro soldi. Dopo la quasi morte della donna, lui rapisce l'ex compagno per riavere i soldi ma viene ucciso dalla 5-O mentre l'altro viene arrestato ma perdonato dalla compagna che era all'oscuro del suo passato. Intanto Steve riceve la visita di sua sorella a cui non ha mai perdonato il suo problema con la legge ma con il perdono della donna per l'amato, riesce a capire e la perdona fidandosi di lei.
- Ascolti USA: telespettatori 10 699 000 – share 11%[4]

## Scomparse
- Titolo originale: Lanakila
- Diretto da: Brad Turner
- Scritto da: J. R. Orci e David Wolcove

### Trama
Vengono rapite le figlie dell'ambasciatore statunitense nelle Filippine. Una di loro viene ritrovata morta. Dopo aver fermato per colpa di una falsa pista un mercato di prostitute, la squadra scopre che l'ambasciatore e la moglie sapevano del rapimento ma non ne avevano fatto parola per patto con un'organizzazione specializzata nei rapimenti. Allora si scopre che i rapitori erano dei terroristi filippini che volevano le armi americane in viaggio per il loro Stato per fare un attentato. Dopo una sparatoria e un combattimento tra Steve e il capo dell'organizzazione terroristica, l'ambasciatore viene salvato e la figlia liberata.
- Ascolti USA: telespettatori 10 944 000 – share 12%[5]

## Figlio
- Titolo originale: Ko'olauloa
- Diretto da: Matt Earl Beesley
- Scritto da: Carol Barbee e Kyle Harimoto

### Trama
Durante una gara di surf, viene ucciso un surfista con un colpo d'arma da fuoco a distanza. L'uomo è un conoscente di Kono e amico del padre di un suo vecchio compare: Ben. Ben e Kono si rincontrano ma lui viene sospettato perché aveva tutti i motivi: l'uomo voleva costruire nel parco in cui viveva con una tranquilla comunità di surfisti e in più lo aveva fatto unico erede in caso di morte del suo patrimonio. Intanto Steve e Danny inseguano la traccia dei Kapo, un'organizzazione che vuole difendere dagli stranieri le isole hawaiane. Loro sono innocenti ma si indaga su loro due ex membri che si scoprono essere i responsabili della morte pagati dal padre di Ben. L'uomo non era infatti il vero padre del ragazzo ma Bene era il figlio della vittima. In più la vittima aveva comprato il terreno al quale lui era interessato. Alla fine Ben e Kono vanno in mare con altri surfisti per il ricordo della vittima e gettano le sue ceneri in mare.
- Ascolti USA: telespettatori 10 231 000 – share 11%[6]

## Compagni d'armi
- Titolo originale: Ho'apono
- Diretto da: James Whitmore, Jr.
- Scritto da: Peter M. Lenkov e Jim Galasso

### Trama
Steve e la squadra devono indagare sull'omicidio di una donna apparentemente uccisa dal marito. Lui viene trovato vicino a lei con un coltello, ma essendo un ex Navy SEAL riesce a scappare e a rifugiarsi con sette ostaggi su di una importante nave in pensione a Pearl Harbor. Lui non ricorda cosa è successo ma giura di non essere l'assassino. Steve, credendogli, sale di nascosto sulla nave e prova a trattare. Intanto Kono è con la figlia della donna morta, che era sotto al divano durante l'omicidio ma, essendo shockata, non rivela nulla. Facendola disegnare, Kono riesce a scoprire che l'assassino della madre non è il padre della piccola, ma è un uomo che non conosceva: i due stavano litigando, parlando una lingua che la piccola non conosce. Si scopre che la madre si chiamava Irina ed era una donna russa, scappata dopo il parto in Germania dal marito (un uomo violento che la picchiava) e che adesso vuole riprendersi la figlia. Ci riesce, ma l'aereo su cui sono dopo il rapimento viene bloccato da Kono e Danny che la salvano, riportandola dal padre.
- Ascolti USA: telespettatori 10 857 000 – share 11%[7]

## Fede
- Titolo originale: Mana'o
- Diretto da: Matt Earl Beesley
- Scritto da: Paul Zbyszewski e Jim Galasso

### Trama
Una tranquilla giornata alle Hawaii si trasforma in un incubo quando viene ritrovato il cadavere di un poliziotto, che si scopre essere un ex collega di Danny ai tempi in cui lavora al dipartimento di Honolulu e che era stato accusato di corruzione. La faccenda per Danny diventa una questione personale e intende dimostrare che il suo amico era innocente.
- Ascolti USA: telespettatori 10 228 000 – share 11%[8]

## Un amico
- Titolo originale: Po'ipu
- Diretto da: Brad Turner
- Scritto da: Peter M. Lenkov e Shane Salerno (soggetto); Shane Salerno (sceneggiatura)

### Trama
Un membro di una squadra di agenti di sicurezza al lavoro durante una conferenza di beneficenza viene assassinato proprio quando stava per rivelare i dettagli di un tentativo di attentato ai danni di un dittatore.
- Ascolti USA: telespettatori 10 342 000 – share 11%[9]

## Vicini di casa
- Titolo originale: Heihei
- Diretto da: Elodie Keene
- Scritto da: Sarah Goldfinger

### Trama
Un furgone blindato viene assaltato da quattro rapinatori nel centro di Waikiki, delle tra guardi presenti due restano uccise mentre la terza sopravvive. I Five-0 recuperano il denaro ma capiscono di dover affrontare un piano più complesso che sembra essere collegato alla gara di triathlon che si sta per svolgere.
- Ascolti USA: telespettatori 12 342 000 – share 13%[10]

## Paradiso
- Titolo originale: Palekaiko
- Diretto da: Frederick E. O. Toye
- Scritto da: David Wolkove e J. R. Orci

### Trama
Una donna viene ritrovata in mezzo alla foresta lontano dal suo hotel mentre il marito viene ritrovato morto. Quello che sembra un sequestro mal riuscito si rivela essere lo schema di un serial killer che prende di mira le coppie in luna di miele.
- Ascolti USA: telespettatori 10 521 000 – share 11%[11]

## Il prestito
- Titolo originale: Hana 'a'a Makehewa
- Diretto da: Chris Fisher
- Scritto da: Peter M. Lenkov (soggetto); Carol Barbee e Kyle Harimoto (sceneggiatura)

### Trama
Il terrorista Victor Hesse si ripresenta sull'isola, scampato alla sparatoria con Steve, e dopo aver messo un collare esplosivo al collo di Chin chiede dieci milioni di dollari o lo ucciderà. Il governatore non è disposto a pagare il riscatto e alla Five-0 resta una sola via d'uscita per salvare Chin.
- Ascolti USA: telespettatori 10 912 000 – share 12%[12]

## La verità
- Titolo originale: Ke Kinohi
- Diretto da: Brad Turner
- Scritto da: Peter M. Lenkov (soggetto); Nicole Ranadive (sceneggiatura)

### Trama
Due ladri si introducono in casa di Steve rubando la cassetta dove sono custodite le prove dell'indagine che suo padre stava svolgendo prima di morire inoltre sua sorella Mary viene rapita perché stava indagando anche lei. La Five-0 riesce a salvarla e scopre che l'indagini del padre di Steve era rivolta a uno dei capi della yakuza dell'isola: Hiro Noshimuri.
- Guest star: Taryn Manning (Mary Ann McGarrett), Jean Smart (Governatrice Pat Jameson), Mark Dacascos (Wo Fat), Cary-Hiroyuki Tagawa (Hiro Noshimuri), Al Harrington (Mamo Kahike)
- Ascolti USA: telespettatori 10 912 000 – share 12%[13]

## Un padre
- Titolo originale: He Kane Hewa'ole
- Diretto da: Brad Turner
- Scritto da: Peter M. Lenkov (soggetto); Nicole Ranadive (sceneggiatura)

### Trama
Un inseguimento in auto si trasforma in un'indagine per omicidio quando nell'auto viene trovata una testa mozzata. Mentre la Five-0 indaga Chin rincontra la sua ex fidanzata che conosceva l'uomo con la testa mozzata perché in cura presso il suo ospedale.
- Ascolti USA: telespettatori 11 000 000 – share 8%[13]

## Tsunami
- Titolo originale: He Kane Hewa'ole
- Diretto da: Chris Fisher
- Scritto da: Peter M. Lenkov e Paul Zbyszewski

### Trama
Sparisce il direttore del centro per il controllo degli tsunami e poco dopo arrivano alle boe di controllo dei dati che indicano uno tsunami, ma questi continuano a cambiare. Il team entra in azione. Scopre che il direttore è stato sequestrato per immettere nel sistema dati falsi pur di far evacuare l'isola e poter colpire il deposito della polizia dove erano conservati 28 milioni di dollari. Lo stesso deposito da cui avevano preso i 10 milioni di dollari per salvare Chin da una bomba, e quando vengono convocati dal governatore pensano sia perché dopo i controlli si sono accorti dell'ammanco; invece i soldi ci sono tutti e vengono solo ringraziati lasciando la squadre piena di domande su come sia possibile.
- Ascolti USA: telespettatori 10 834 000 – share 12%[14]

## Testimone in fuga
- Titolo originale: E Malama
- Diretto da: Duane Clark
- Scritto da: Melissa Glenn e Jessica Rieder

### Trama
La FIve-0 viene chiamata per salvare la testimone chiave contro un capo del cartello in fuga dopo che dei sicari sono stati mandati a ucciderla. Mentre Steve e Chin cercano la donna Danny resta in città perché l'aggressione alla sua ex moglie e sua figlia sembra essere collegata al suo nuovo marito che è rimasto incastrato in una brutta situazione.
- Ascolti USA: telespettatori 19 335 000 – share 19%[15]

## Pirati
- Titolo originale: Powa Maka Moana
- Diretto da: Brad Turner
- Scritto da: Joe Halpin

### Trama
Una banda di pirati sequestra una barca con a bordo un gruppo di 12 studenti in vacanza. Il battello viene ritrovato ma non i ragazzi, la Five-0 inizia le ricerche per ritrovare e salvare gli ostaggi, tuttavia i rapitori potrebbero non essere i pirati ma qualcun altro che per la liberazione dei chiedono 20 milioni di dollari.
- Ascolti USA: telespettatori 10 727 000 – share 12%[16]

## Dirsi addio
- Titolo originale: Loa Aloha
- Diretto da: Brad Turner
- Scritto da: Joe Halpin

### Trama
Una serie di attacchi dinamitardi ai figlio di alcuni giudici e procuratori porta la Five-0 a indagare per scoprire il responsabile. Intanto sull'isola arriva il fratello minore di Danny, Matthew, per una visita di piacere ma scopre due federali che stanno indagando su Matthew, accusato di frode. Danny è deciso a dimostrare l'innocenza di suo fratello ma teme che sia finito in una situazione pericolosa.
- Ascolti USA: telespettatori 10 448 000 – share 10%[17]

## Buoni e cattivi
- Titolo originale: Ne Me'e Laua Na Paio
- Diretto da: Matt Earl Beesley
- Scritto da: J.R. Orci e David Wolkove

### Trama
La Five-0 indaga sulla morte di un partecipante a una convention di fumetti che è stato buttato da una delle stanze dell'albergo in cui alloggiava. Durante le indagini viene trovato un video collegato a un vecchio caso di omicidio e mai risolto.
Steve riceve la visita di un'agente delle CIA che vuole ottenere i fascicoli sull'indagine che sta svolgendo ma scopre che la donna sta indagando per conto suo e che l'uomo sul quale sta indagando: Wo Fat. 

## Padri e figli
- Titolo originale: Ma Ke Kahakai
- Diretto da: Larry Teng
- Scritto da: Elwood Reid

### Trama
Steve porta Danny a fare hiking in una zona remota della giungla, ma durante l'escursione i due trovano un cadavere ucciso da un colpo di pistola, tuttavia la Five-0 sospetta che la morte dell'uomo sia collegata alla recente morte di una ragazza il cui assassino è ancora in libertà. Nel frattempo Kono, durante il saluto assieme a Chin a una loro zia in punto di morte, scopre la verità riguardo allo scandalo che ha chiuso la carriera di suo cugino.

## Conchiglie
- Titolo originale: Ho'opa'i
- Diretto da: Duane Clark
- Scritto da: Shane Salerno e Peter M. Lenkov

### Trama
Agente di polizia di New York che lavora per l'FBI visita la sua famiglia alle Hawaii prima di finire il caso. Purtroppo gli agenti con lui e sua moglie vengono uccisi per ordine di un boss della droga newyorkese, anch'egli alle Hawaii, su cui aveva indagato sotto copertura per due anni. McGarrett e la Five-0 seguono il caso, anche se l'FBI non vuole il loro aiuto, soprattutto Steve teme che l'uomo voglia vendicarsi del criminale che ha tolto la madre a suo figlio.

## Vendetta
- Titolo originale: Ho'ohuli Na'au
- Diretto da: Brad Turner
- Scritto da: Peter M. Lenkov e Kyle Harimoto

### Trama
Durante un servizio fotografico in spiaggia il fotografo viene ucciso, bruciato vivo nel suo camerino. La Five-0 indaga pensando che la sua morte potrebbe essere legata al giro di scommesse illegali ma forse il movente potrebbe essere legato al suo passato. Intanto Kono incontra un'analista che sembra conoscerla senza però dirle il suo nome, Chin viene chiamato dagli Affari Interni perché sembra che la verità dietro la sua accusa di corruzione sia stata chiarita; ma se da una parte la cosa potrebbe riabilitarlo dall'altra preferirebbe che le cose restassero come sono se ciò impedisse a suo zio di andare in prigione.

## Di nuovo insieme
- Titolo originale: Ua Hiki Mai Kapalena Pau
- Diretto da: Steve Boyum
- Scritto da: Peter M. Lenkov e David Wolkove

### Trama
Durante un'incursione per catturare Wo Fat, trovandovi invece Sang Min l'ex trafficante scappato tempo fa, Danny viene contagiato da un composto chimico, il sarin, che risulta essere radioattivo. Steve e il resto dei Five-0 somministrano in tempo la cura degli salvandogli la vita. Indagando sulla prima vittima morta per aver bevuto del latte contaminato i Five-0 iniziano a indagare per scoprire se l'avvelenamento fosse premeditato o un caso più grande.

## Lealtà
- Titolo originale: Oia'i'o
- Diretto da: Brad Turner
- Scritto da: Peter M. Lenkov e Paul Zbyszewski

### Trama
Quando la segretaria del Governatore muore a seguito di un'auto bomba, il modus operandi di Wo Fat, la Five-0 cerca prove che dimostrino la sua colpevolezza. Durante le indagini salta fuori che era la vittima a inviare ogni settimane a Steve una busta contenente gli indizi di suo padre e McGarrett si chiede come ne sia entrata in possesso. Chin viene reintegrato in polizia con il grado di tenente, inizialmente rifiuta ma quando McGarrett viene considerato colpevole dell'omicidio non ha scelta che rientrare in polizia mentre Kono viene identificata da una donna come sospettata del furto al magazzino della polizia e sospesa. Intanto Danny, che aveva ripreso la sua storia con la sua ex moglie, viene a sapere da quest'ultima che è incinta e che intende lasciare suo marito.